# Bačevo
Bačevo (en serbe cyrillique : Бачево ; en bulgare : Бачево) est un village de Serbie situé dans la municipalité de Dimitrovgrad, district de Pirot. Au recensement de 2011, il comptait 6 habitants.

## Démographie
| 1948 | 1953 | 1961 | 1971 | 1981 | 1991 | 2002 | 2011 |
| ---- | ---- | ---- | ---- | ---- | ---- | ---- | ---- |
| 325  | 302  | 252  | 119  | 61   | 38   | 19   | 6    |

|  |